# U Puntettu

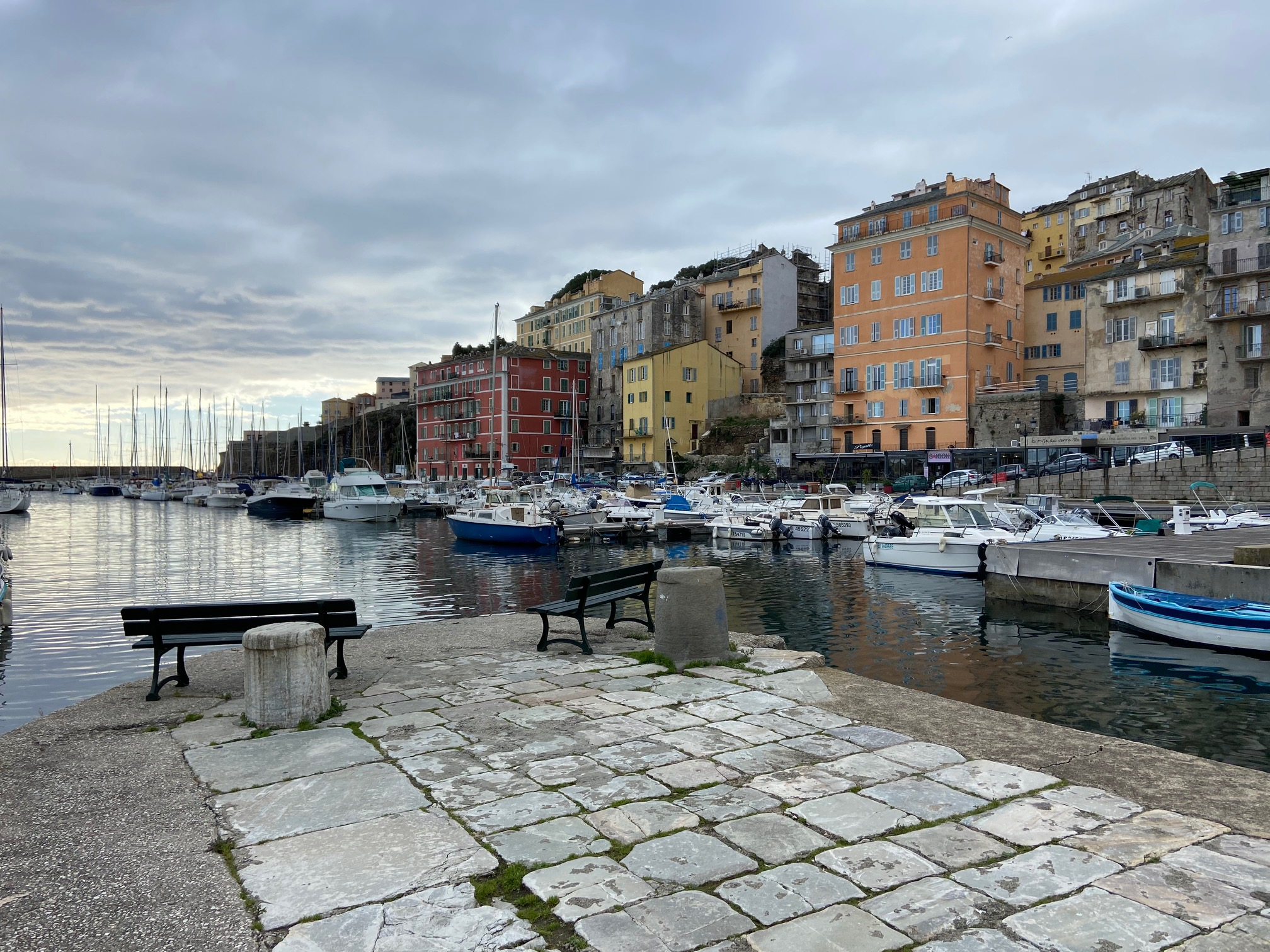
Vue générale dU Puntettu

U Puntettu, en italien Pontetto, est le nom d'un quartier historique de Bastia, situé entre le Vieux-Port et la Citadelle.

## Situation

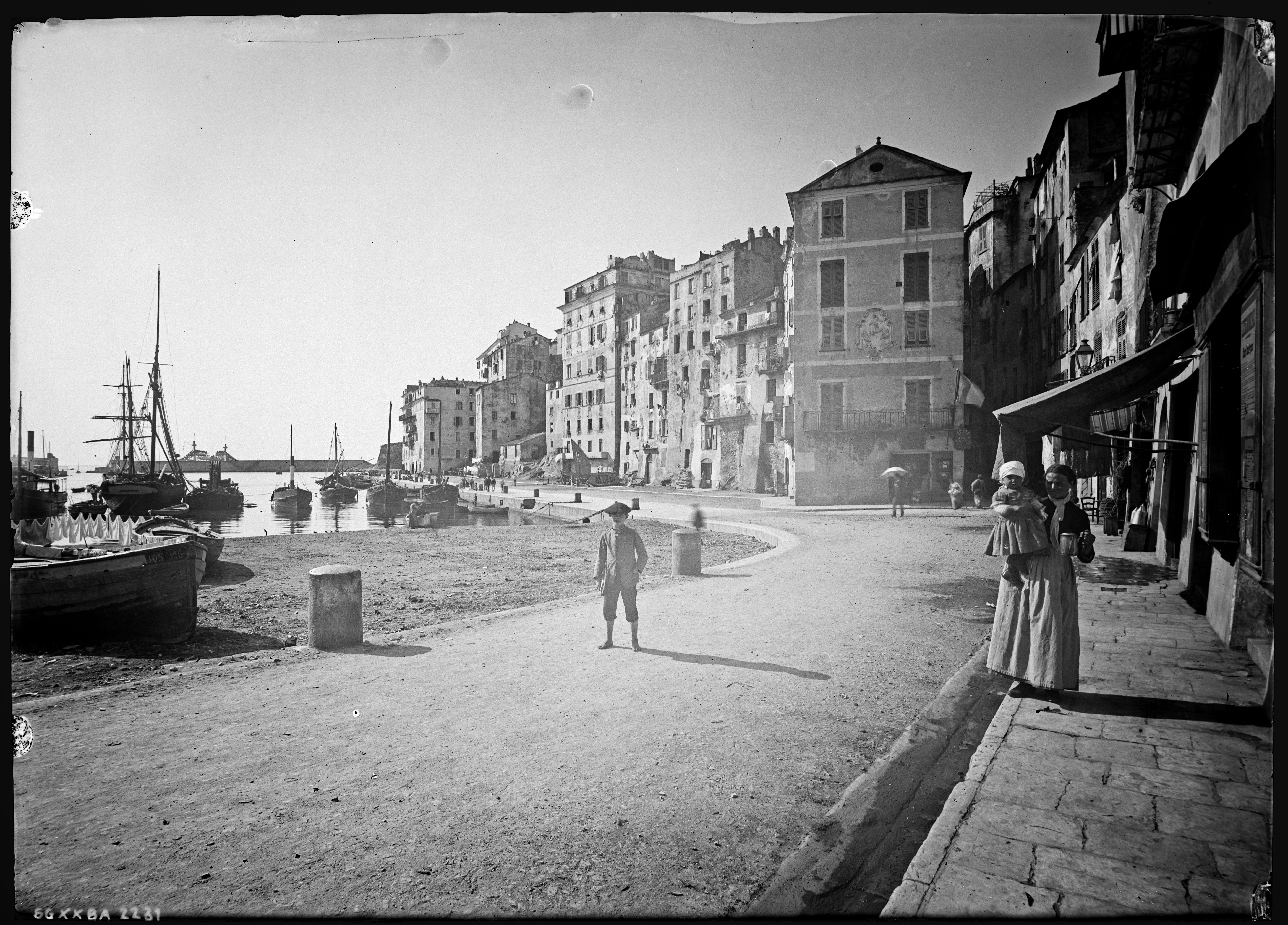
Le U Puntettu en 1892

Le Puntettu est situé sur la partie Sud du Vieux-Port de Bastia. Il est délimité au Nord par la rue de la Marine, à l'Est par le quai Albert Gilio, au Sud par l'Escalier Romieu, à l'Ouest par la rue du Colle.

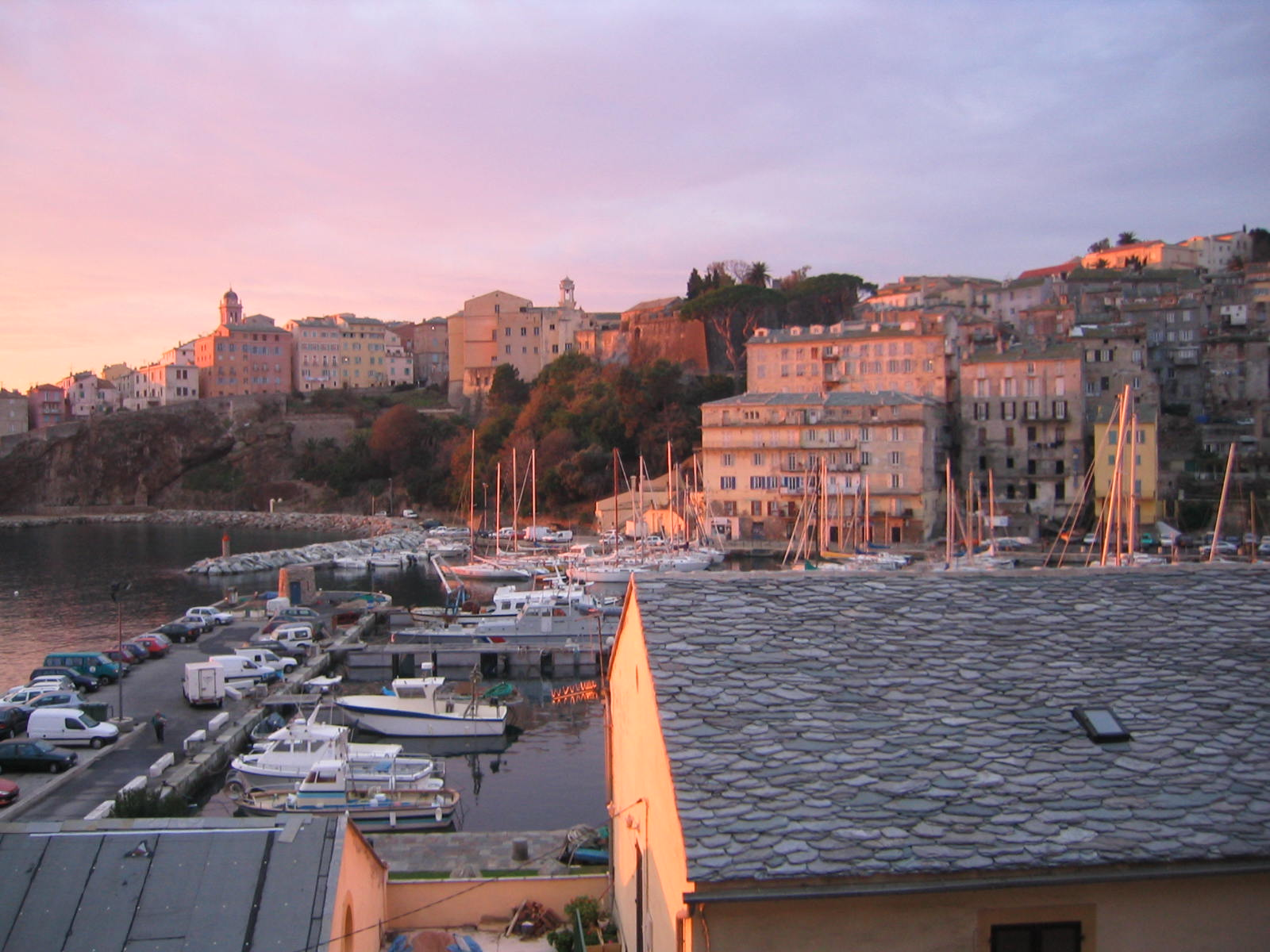
La Citadelle et le quai U Puntettu

## Histoire
Difficile de savoir de quand datent les premières maisons du Puntettu. Son histoire est liée au développement de Terra Vechja, le quartier du Vieux-Port, après l'établissement génois à Terra Nova, la Citadelle, au XIVe siècle.

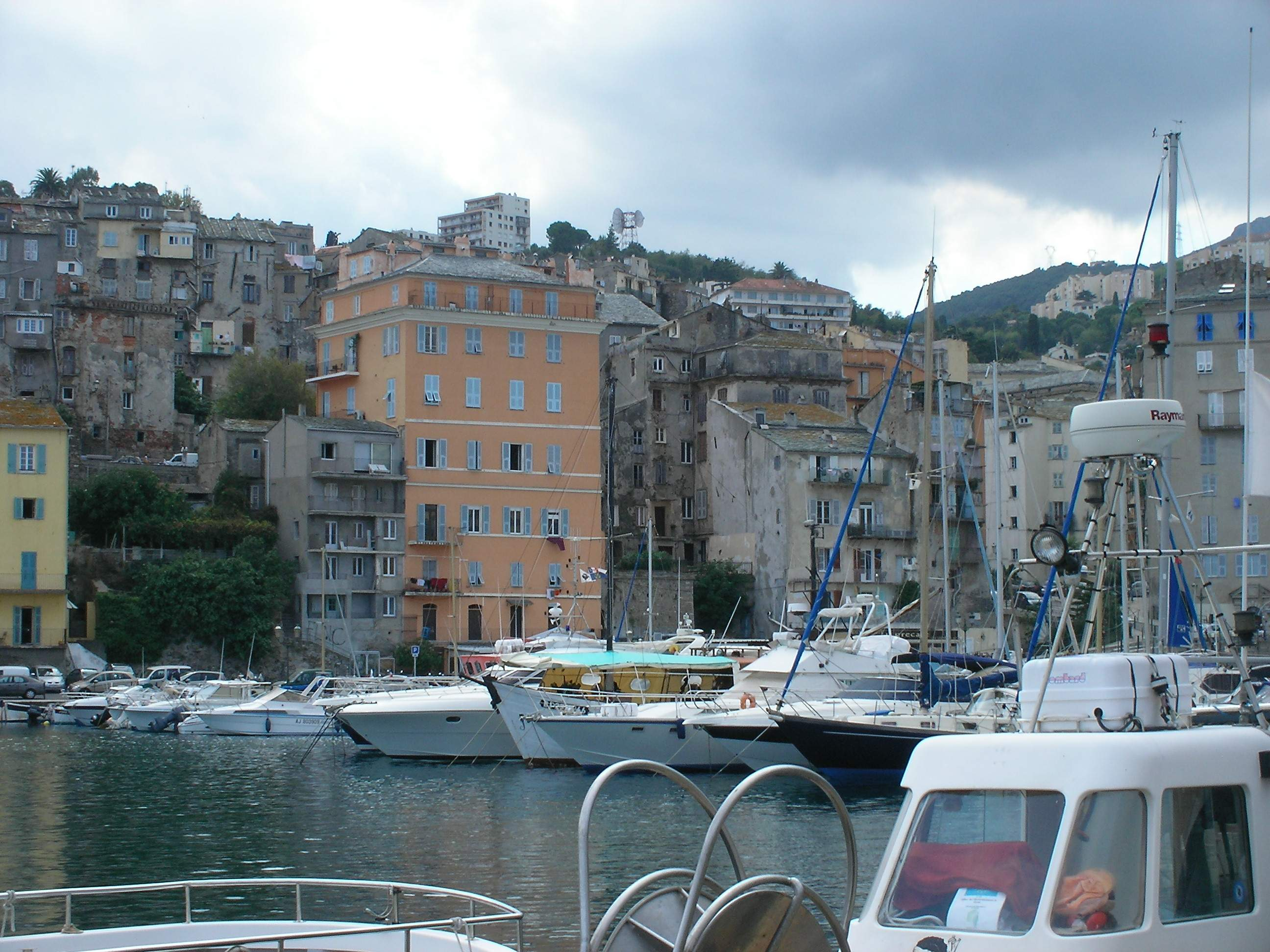
Maisons du U Puntettu

## Origine du nom
Le nom d'U Puntettu se traduit en français par "le petit pont". Il tire son nom d'un pont qui franchissait la rivière du Guadellu, qui se jette dans le Vieux-Port de Bastia. Cette rivière a été canalisée.

## Points d'intérêt

### Maisons historiques
De belles maisons patriciennes sont visibles dans ce quartier. En particulier le Palazzu Rinesi-Romieu, la maison Bonavita et la Casa Montesoro.

#### Le Palazzu Rinesi-Romieu
Jouxtant l'escalier Romieu, le Palazzu Rinesi-Romieu, appelé aussi Maison Romieu a été construit par la famille Rinesi au XIXe siècle. C'était une importante famille commerçante de Bastia. Une fille Rinesi épousa Romieu, un maître coutelier de Langres.

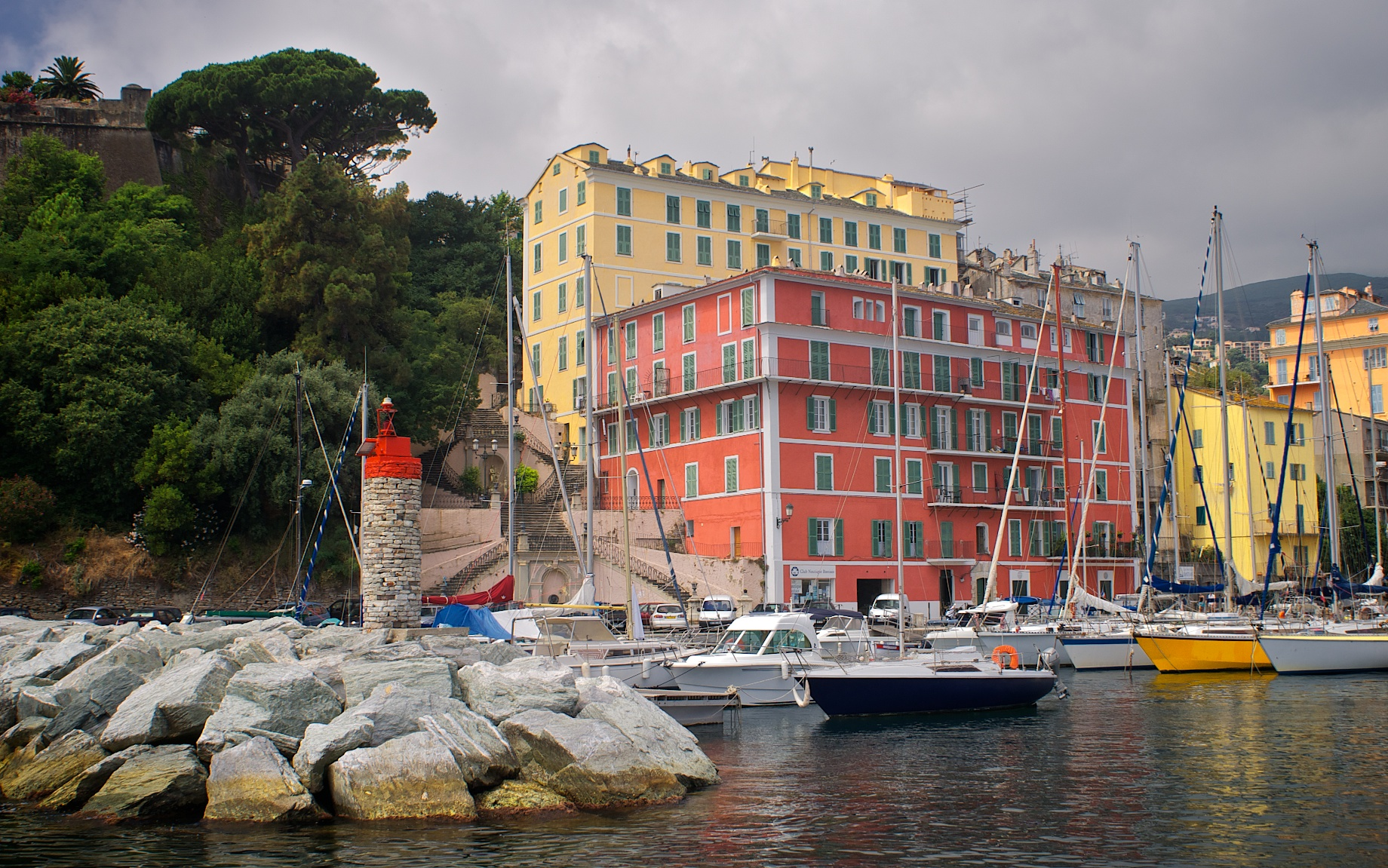
L'imposant Palazzu Rinesi-Romieu

#### La Casa Montesoro
Située Piazza di l'Oliu, la famille Montesoro était une famille de commerçants bastiais.

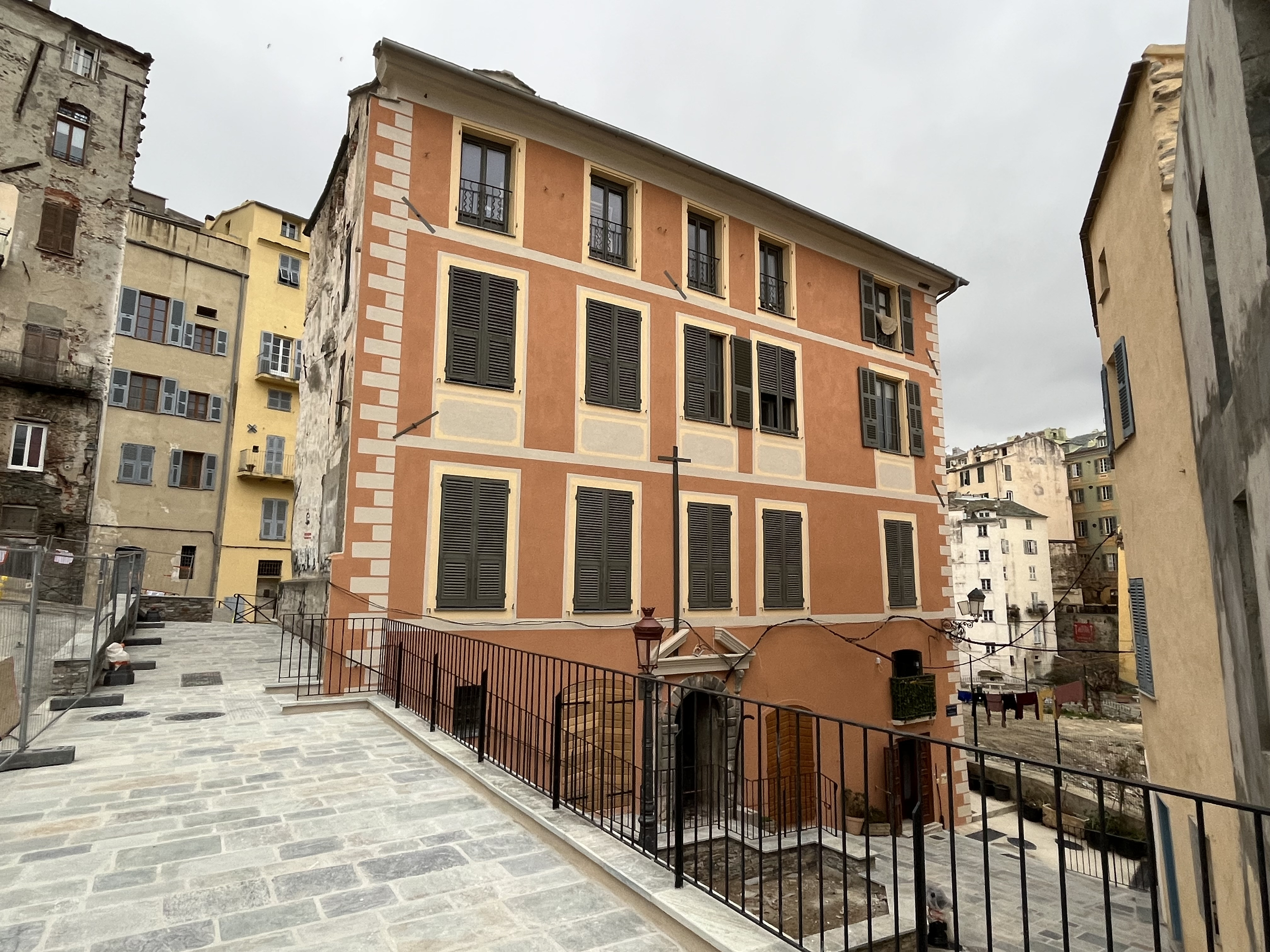
La Casa Montesoro

#### La Casa Bonavita
Elle fait l'angle entre la rue du Bastion et la descente de la Gabelle, appelée Ricciata San Carlu Vechju. Les Bonavita étaient au XIXe siècle les descendants de Joseph Bonavita (1733-1801) devenu général dans l'armée de Louis XV. Notamment son petit fils Alexandre Bonavita (1820-1886) magistrat a exercé la fonction de premier président du tribunal à Bastia. Le fils d'Alexandre, François Bonavita (1852-1935)était avocat à Bastia.  

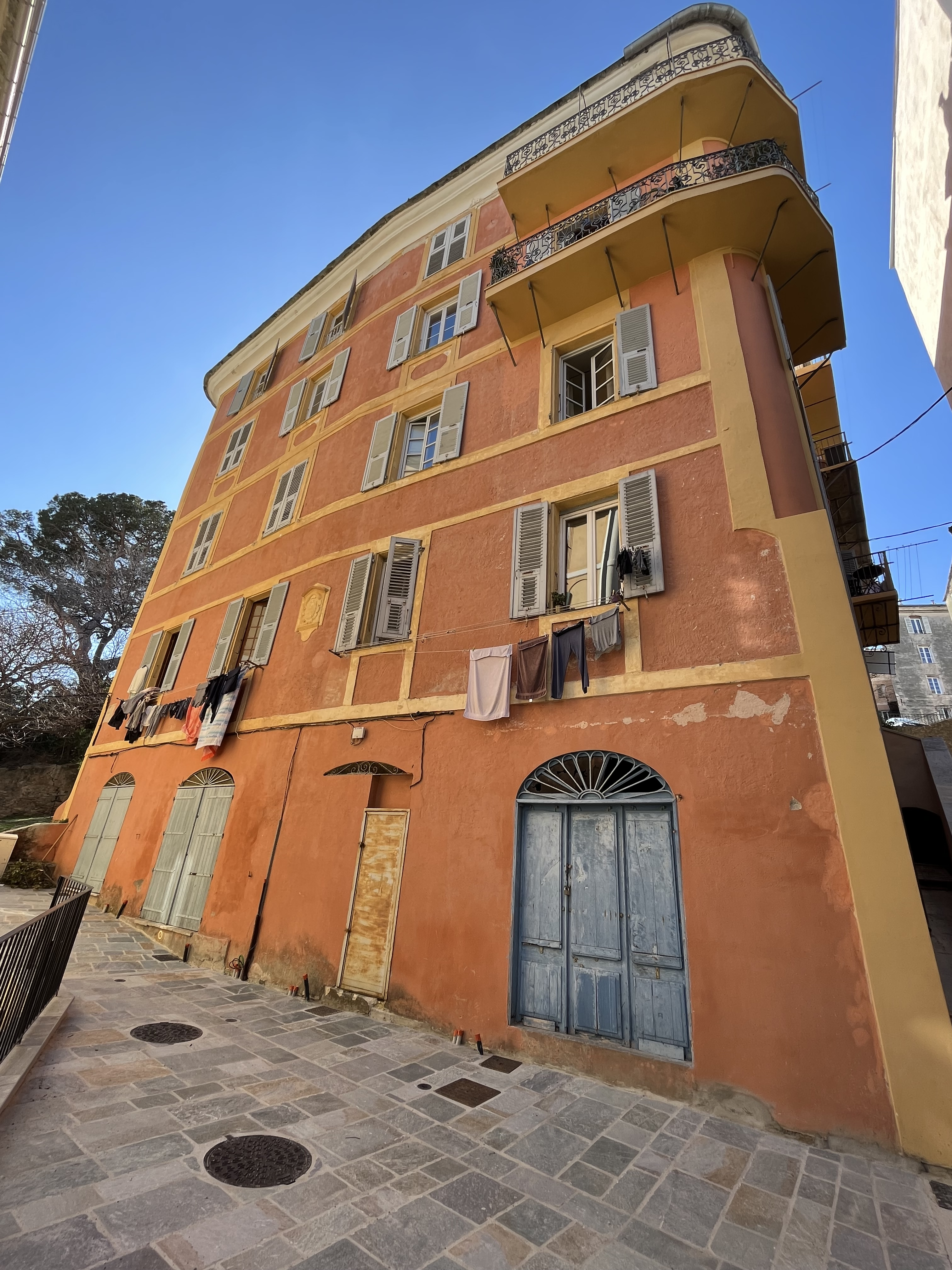
Casa Bonavita

### L'escalier Rinesi-Romieu
L'ensemble constitué de la rampe, de l'escalier Romieu et du jardin Romieu sont inscrits aux monuments historiques depuis 2017. Construit au XIXe siècle, l'escalier est l’œuvre du célèbre architecte bastiais Paul-Augustin Viale.

L'escalier et le jardin Romieu
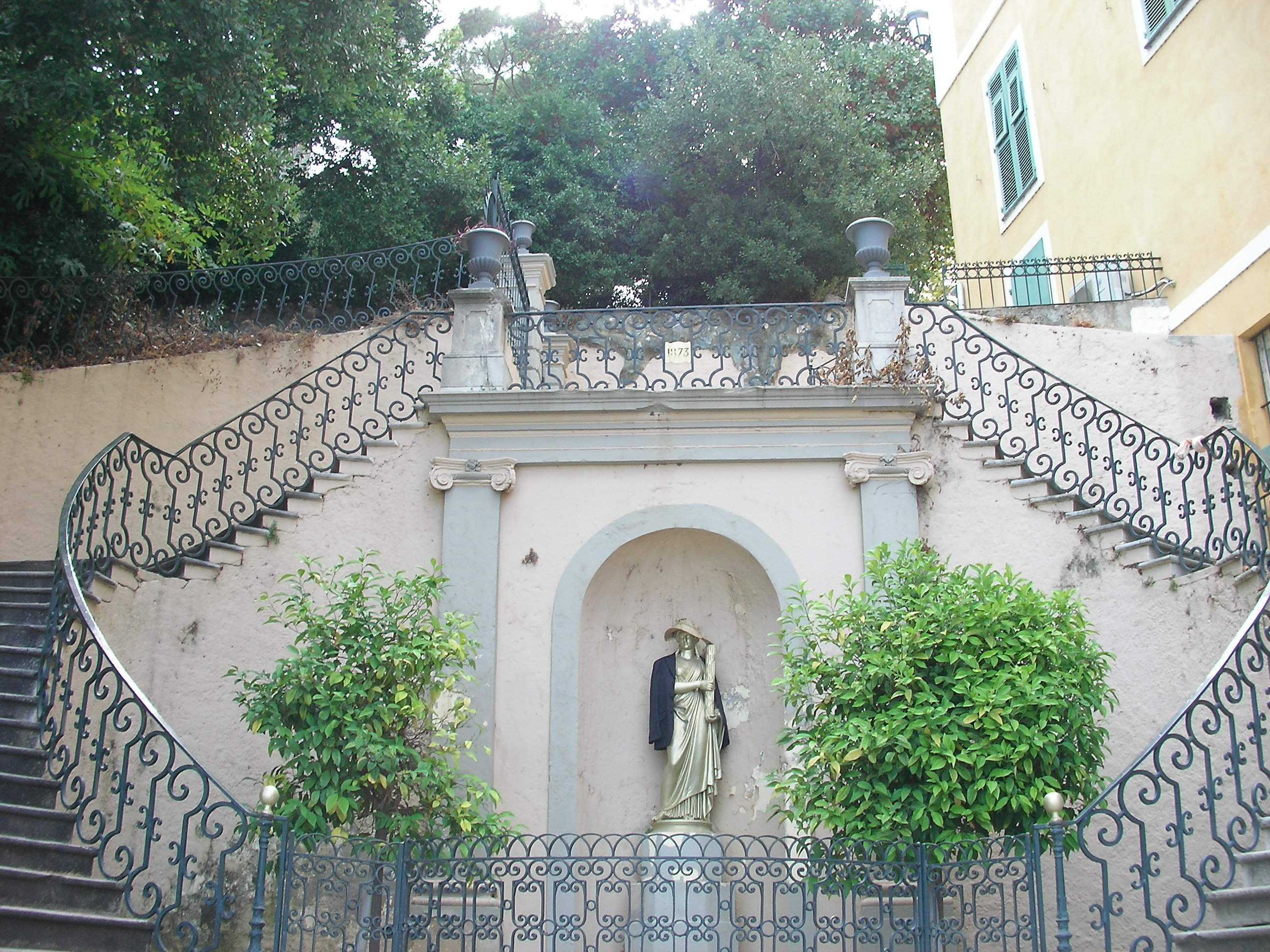
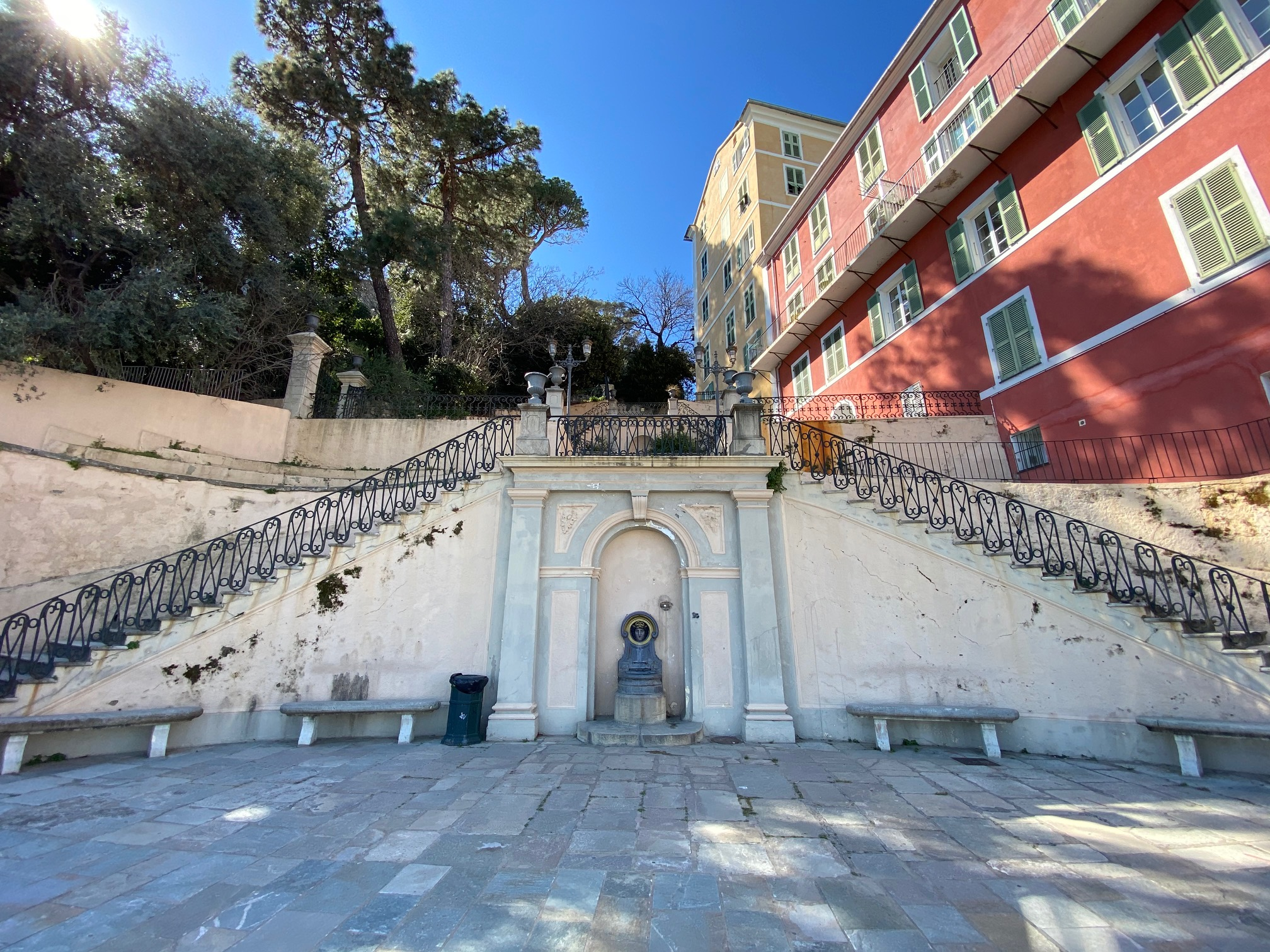
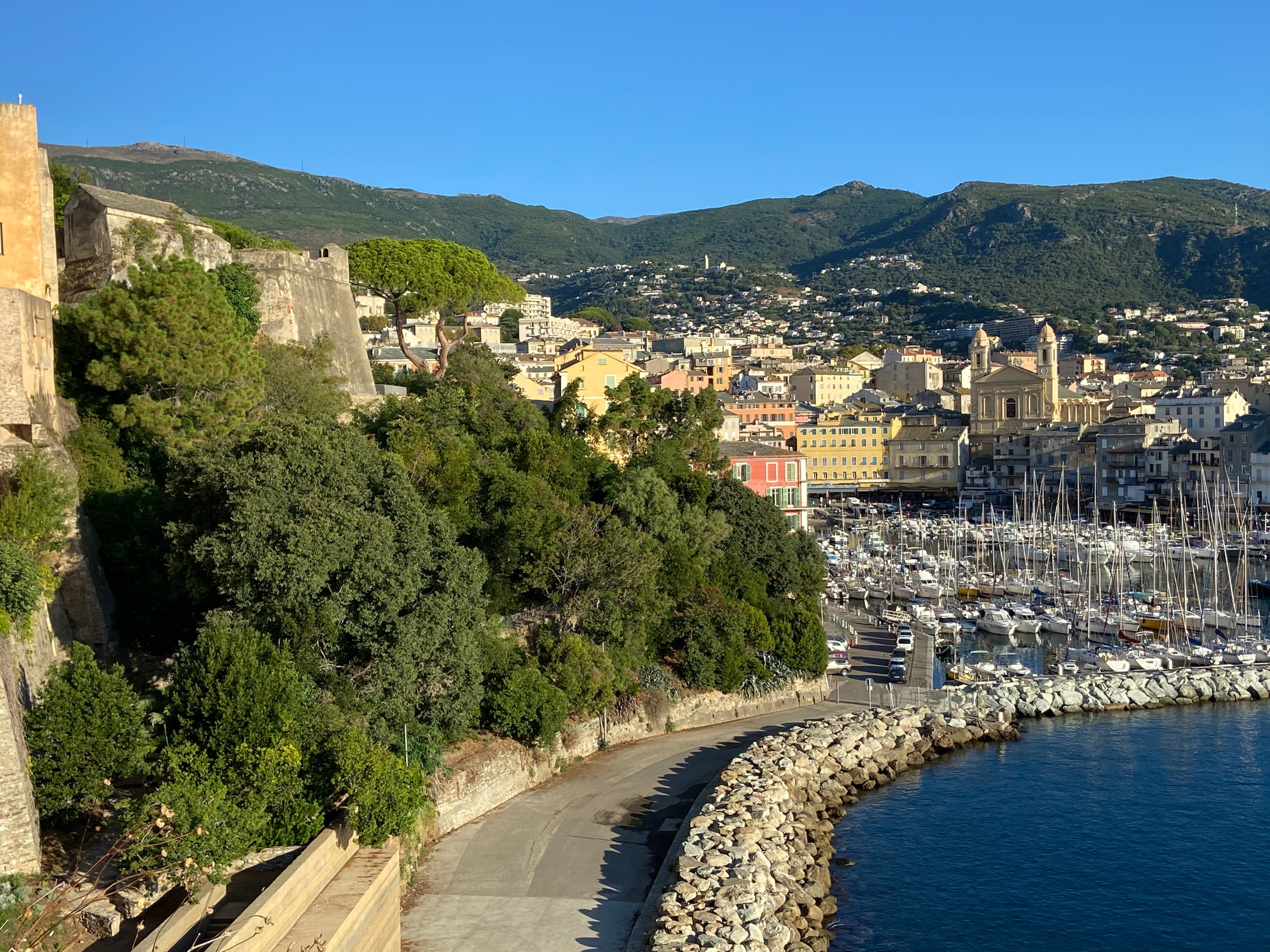

## Le Puntettu dans la littérature
L'écrivain corse Sebastianu Dalzeto (1875-1963) a rendu célèbre le quartier du Puntettu dans son roman Pesciu Anguilla, dont le héros se trouve originaire. Il s'agit du premier roman en langue corse.

## Noms de lieux du Puntettu
Le Puntettu est un quartier petit par sa taille. Voici les rues qui le traversent :
- Rue Giulietta
- Rue du Pontetto
- Rue du Bastion
- Rue des Mulets
- Quai Albert Gilio
- Rue du Colle
- Piazza di l'Oliu
- Descente de la Gabella, ou Ricciata San Carlu Vechju
- U Mughjò

## Controverse
En 2013, le Puntettu s'est trouvé au cœur de la campagne municipale bastiaise. Un projet prévoyant la destruction d'un certain nombre de maisons, dont la Casa Montesoro, était contesté par une partie des candidats. 